# Висс, Доминик
Доминик Висс (фр. Dominique Visse; 30 августа 1955, Лизьё, Кальвадос) — французский оперный певец, контратенор.

## Биография
Начал музыкальную карьеру в возрасте 11 лет как певец Собора Парижской Богоматери. Изучал игру на органе и флейте в Версальской консерватории. Увлеченный музыкой средневековья и Ренессанса, Висс познакомился в 1976 году с Альфредом Деллером, вернувшим место в академической музыке контратенорам. Висс стал учеником Деллера. Также он сотрудничал с Нигелем Роже, Рене Якобсом и Уильямом Кристи.
В 1978 году Висс основал Ensemble Clément Janequin, с которым записал среди прочего серию дисков с французскими полифоническими песнями эпохи Возрождения, ставшую эталонной. В следующем году Доминик Висс стал работать в ансамбле Кристи «Процветающие искусства» в качестве певца и одновременно занимался переложением музыкальных произведений.
Вскоре Доминик Висс стал одним из самых востребованных певцов, работающих в барочной опере. Он сотрудничал с Рене Якобсом, Жаном-Клодом Мальгуаром, Филиппом Херревеге, Тоном Копманом, Уильямом Кристи, Аланом Кертисом, Николасом Макджеганом, Робером Кенгом, Луи Тири, Айвором Болтоном, барочным оркестром «Кафе Циммерман». Пел в Парижской опере, Берлине, Кельне, Амстердаме, Лозанне, Монпелье, Хьюстоне, Барселоне, Мюнхене, Версале, в брюссельском Ла Моннэ, совершил турне по Японии, США, приглашался на оперные фестивали в Экс-ан-Провансе, Инсбруке и Эдинбурге. Принял участие в создании около пятидесяти записей.
Жена — французская оперная певица Аньес Меллон.

## Оперные партии
- 1982: Актеон, «Актеон» Шарпантье («Процветающие искусства», дирижёр Уильям Кристи)
- 1986: Колдунья, «Дидона и Эней» Пёрселла («Процветающие искусства», дирижёр Уильям Кристи)
- 1995: Сатир, «Калисто» Кавалли (Рене Якобс, театр Ла Моннэ)
- 1997: Арнальта, Нутриче, «Коронация Поппеи» Монтеверди постановка Давида Альдена в Мюнхене.